# The Fifth Element (гра)
«The Fifth Element» — відеогра, заснована на фільмі з однойменною назвою, була випущена Hudson Soft 23 вересня 1998 року в Японії, 30 вересня Activision у Північній Америці та в жовтні для Європи і версія для Windows.
Гравець грає Лілу та Корбеном, які борються з поліцією та Манґалорами, Зорґом та його головорізами. У грі є 16 рівнів (Місій), по завершенні яких програються коротенькі відеоролики із фільму
Гра загалом отримала негативні відгуки. GameSpot дав грі 2.4 бали з 10, з висновком оглядача «Цілком можливо, найгірша гра, в яку я коли-небудь грав». Game Revolution дав грі рейтинг «F», зробивши висновок: «Бідний дизайн рівнів… нудні головоломки… це ніколи не закінчується, та я не можу продовжувати. Дозвольте мені резюмувати це, сказавши, що в „П'ятий елемент“ просто не цікаво грати. Навіть трішки». IGN дав грі оцінку 5.0 із 10, заявивши, що «Загалом, ця екшен/адвентюра робить все те ж, що і всі інші ігри роблять у цьому жанрі, але в жодному разі не краще.»